# Mông Dương
Mông Dương là một phường thuộc tỉnh Quảng Ninh, Việt Nam. Đây là phường có diện tích lớn nhất cả nước.
Phường Mông Dương có diện tích 119,83 km², dân số năm 1999 là 13040 người, mật độ dân số đạt 109 người/km².
Nguồn gốc tên gọi: Do phải khai thác than ở độ cao hơn so với mực nước biển nên người Pháp gọi là "Le Fond de mines" tức là "Đáy mỏ" đọc phiên âm tiếng việt là "Moong Dương". Theo thời gian tên gọi này được gọi chệch là "Mông Dương" cho đến ngày nay.